# 2023年瓜亚斯地震
2023年瓜亚斯地震，是指當地時間2023年3月18日發生在厄瓜多爾瓜亚斯省沿海地区的地震。據厄瓜多爾地球物理研究所表示，地震震中位于瓜亚斯省巴劳镇以西约29公里处，震级6.5级，震源深度44公里。此次地震至少造成16人死亡、381人受傷。多地有建築物倒塌和受损。地震發生不久後，有2次較弱的餘震。厄瓜多尔启动全国紧急行动委员会。

## 傷亡
此次地震至少造成16人死亡、381人受傷，死者中有14人在沿海地區的埃爾奧羅省死亡，2人在高原地區的阿蘇艾省死亡。